# Montgrí
De Montgrí (grijze berg) ligt net ten noorden van de Spaanse stad Torroella de Montgrí. Boven op de berg staat een kasteel (Castell de Montgrí) wat nooit is afgebouwd, alleen de muren en torens staan er nog. Vanaf de torens is er een goed overzicht van de regio.
Het kasteel is gebouwd door de inwoners van Torroella, om zich te kunnen weren tegen aanvallen vanuit Belcaire D'emporda. De twee plaatsen vochten om de Ter. De belangrijke rivier kon door maar een van de twee plaatsen stromen. De inwoners van Belcaire gaven het gevecht op toen ze het kasteel zagen. Daarom stroomt sindsdien de Ter door Torroella.